# Pardosa steva
Pardosa steva là một loài nhện trong họ Lycosidae.
Loài này thuộc chi Pardosa. Pardosa steva được Allen Lowrie & Willis J. Gertsch miêu tả năm 1955.